# Yerry Mina
Yerry Fernando Mina González (Guachené, 23 de setembro de 1994) é um futebolista colombiano que atua como zagueiro. Atualmente joga no Cagliari.
Em 2018, entrou para a história das Copas do Mundo por ter sido o primeiro zagueiro, desde 1966, a marcar três gols de cabeça numa mesma edição do torneio. Além disso, foi o segundo jogador colombiano a marcar em três partidas consecutivas e o não-europeu com mais gols na edição.

## Carreira

### Deportivo Pasto
Yerry fez a sua estreia como profissional em 20 de março de 2013, aos 18 anos de idade, atuando pelo Deportivo Pasto numa partida válida pela Copa Colômbia, contra o Deportivo Cali. Fez parte da campanha do Deportivo Pasto na Copa Sul-Americana de 2013, em que sua equipe passaram à fase eliminatória. Ele marcou seu primeiro gol com a camisa do Pasto no Torneio Finalización do Campeonato Colombiano, em 18 de outubro de 2013 num empate por 2–2 contra o Atletico Huila, marcando de cabeça após uma bola parada.

### Santa Fe
No final de 2013, Mina acertou sua ida para o Independiente Santa Fe, que disputaria a Libertadores em 2014. O jogador estreou pelo clube de Bogotá no dia 24 de janeiro, numa vitória por 3–0 contra o Águilas Doradas.
Na temporada 2015, Mina se consolidou como titular no esquema tático do técnico Gustavo Costas. Marcou um gol na partida de volta da Superliga contra o Atlético Nacional, dando ao Independiente o título. Posteriormente, marcaria outro gol na histórica goleada sobre o Colo-Colo, do Chile, na fase de grupos da Copa Libertadores da América, em que obteve destaque e levando o time até as quartas de final da competição, onde caiu para o Internacional.
No segundo semestre de 2015, Mina já se havia consolidado como peça chave do elenco, também sendo considerado como uma das maiores promessas do futebol sul-americano. Titular indiscutível na equipe campeã da Copa Sul-Americana, o defensor foi convocado para um torneio preparatório da Seleção Colombiana Sub-23 para as Olímpíadas de 2016.
Em 11 de fevereiro de 2016, marcou dois gols numa mesma partida pela primeira vez na carreira. Na ocasião, sua equipe venceu o Oriente Petrolero por 3 a 0, em jogo válido pela primeira fase da Libertadores.

### Palmeiras

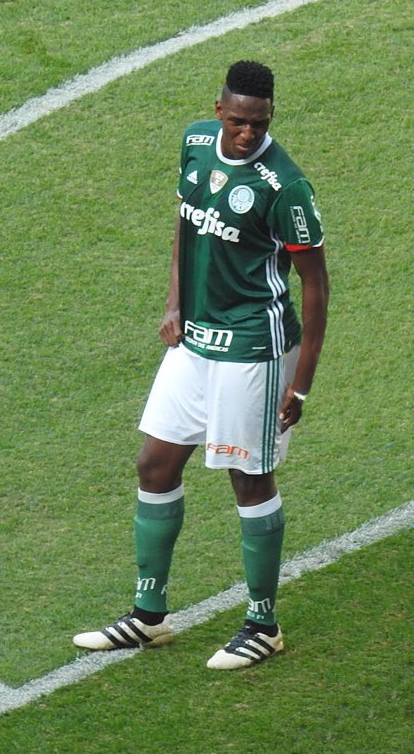
Yerry Mina em novembro de 2016

No dia 1 de maio de 2016, o Palmeiras anunciou a compra dos direitos econômicos de Yerry Mina. O jogador, que assinou um contrato de cinco anos, permaneceu no Independiente até o fim do Campeonato Colombiano.
Mina realizou sua estreia pelo clube no dia 4 de julho, sendo titular na vitória fora de casa por 3–1 sobre o Sport, válida pelo Campeonato Brasileiro. Seu primeiro gol pelo Verdão foi marcado na partida seguinte, em um empate por 1–1 contra o Santos. O zagueiro, entretanto, foi substituído pouco antes do final do primeiro tempo devido a uma lesão aparente que havia deixado o defensor em lágrimas quando saiu do campo em uma maca. Em 13 de julho, foi confirmado que o colombiano não se recuperaria a tempo para disputar os Jogos Olímpicos no Brasil.

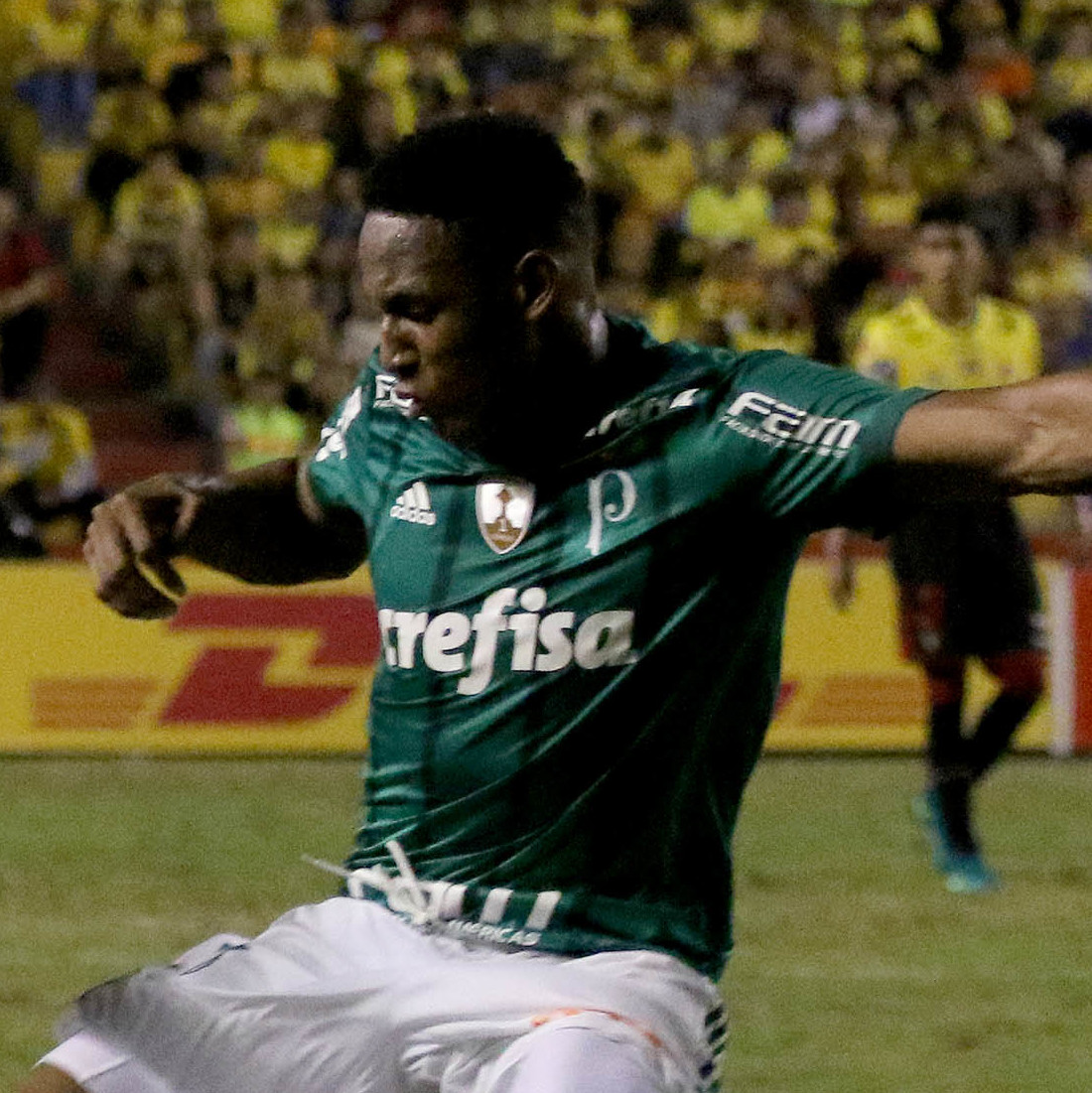
Mina pelo Palmeiras em 2017

Após retornar de lesão, Mina balançou as redes contra o São Paulo e o Corinthians. Por conseguir, em apenas um ano, marcar gols em cada um dos rivais do Palmeiras, além de celebrar com uma dança bastante característica, o jogador logo ganhou destaque. No final do ano, sagrou-se campeão brasileiro com o Palmeiras e ainda fez parte da Seleção do torneio.
Mina havia sofrido uma nova lesão muscular na partida contra o Vitória, quando o Palmeiras já era campeão. Portanto, o zagueiro recebeu mais dias de férias do que seus companheiros, voltando a atuar apenas em fevereiro de 2017, na partida contra o Linense, pelo Campeonato Paulista, na qual seu time goleou por 4–0.
Na segunda rodada da Libertadores, o Palmeiras empatava com o Jorge Wilstermann por 0 a 0 até os 50 do segundo tempo, quando Mina completou o cruzamento de Róger Guedes e fez o gol da vitória. O zagueiro voltou a marcar na Libertadores no jogo contra o Peñarol, ajudando a sua equipe a vencer por 3–2 em uma partida marcada por muita confusão.
Viu sua equipe ser eliminada do paulista ainda nas semifinais, mas isso não o suficiente para apagar sua boa atuação no campeonato como um todo, chegando a entrar na seleção do campeonato.

### Barcelona
No dia 8 de janeiro de 2018, o Barcelona exerceu a prioridade de compra que havia sido adquirida no momento da transferência do jogador do Santa Fe para o Palmeiras. O custo total da transferência para os catalães foi de 12,3 milhões de euros. No dia seguinte, o Barcelona confirmou a contratação de Mina, que assinou contrato até junho de 2023. O zagueiro realizou sua estreia no dia 8 de fevereiro, numa vitória por 2–0 sobre o Valencia, em jogo válido pelas semifinais da Copa do Rei.
A estadia de Mina no Barça foi curta. O zagueiro, que disputava posição com Gerard Piqué e Samuel Umtiti, foi escolhido para entrar em campo apenas seis vezes em toda sua passagem na Catalunha. No entanto, como foi inscrito nas competições, sagrou-se campeão da La Liga e da Copa do Rei daquela temporada.

### Everton
Em 9 de agosto de 2018, o colombiano assinou por cinco temporadas com o Everton.
Mina teve uma passagem no Reino Unido marcada por lesões — o jogador dificilmente teve sequência no time inglês pelos contínuos problemas físicos. O colombiano ficou na equipe até 2023, atuou em 99 partidas e marcou nove gols com a camisa azul.

### Fiorentina
Em 5 de agosto de 2023, após quase 100 jogos na Inglaterra, cegou à Fiorentina em um contrato de uma temporada.
Algumas lesões atrapalharam sua passagem pela Viola, bem como havia acontecido no seu clube anterior. Seu contrato era de uma temporada inteira, mas o jogador ficou apenas metade dela, deixando o clube já em fevereiro de 2024, após realizar apenas sete partidas.

### Cagliari
Em 1 de fevereiro de 2024, assinou com o Cagliari por meia temporada. Quando Mina chegou, a equipe estava na 18ª posição na Serie A, mas, com a titularidade conquistada pelo zagueiro, o clube conseguiu conquistar pontos o suficiente para escapar do rebaixamento e terminar a temporada no 16º lugar.
Após o fim da temporada, a diretoria do Cagliari e Mina negociavam um acordo de renovação de contrato; mas o colombiano, que disputaria a Copa América de 2024, não chegou a um acordo com os italianos enquanto ainda estava com a Seleção Colombiana nos Estados Unidos.

## Seleção Nacional
Mina estreou na Seleção Colombiana no dia 7 de junho de 2016, durante a Copa América Centenário. Na ocasião, o zagueiro jogou por um minuto contra o Paraguai, no segundo jogo da fase de grupos. O defensor foi titular no jogo seguinte, contra a Costa Rica, mas os colombianos perderam por 3–2 e ele não entrou mais em campo. A equipe ficou em terceiro lugar na competição, após vencerem os Estados Unidos.
Após a Copa América, o jogador voltou para Seleção em outubro de 2016, onde enfrentou o Paraguai nas Eliminatórias para Copa de 2018, e foi titular no triunfo fora de casa por 1–0. No jogo seguinte, contra o Uruguai, marcou seu primeiro gol com a camisa da Seleção em um empate por 2–2.

### Copa do Mundo de 2018

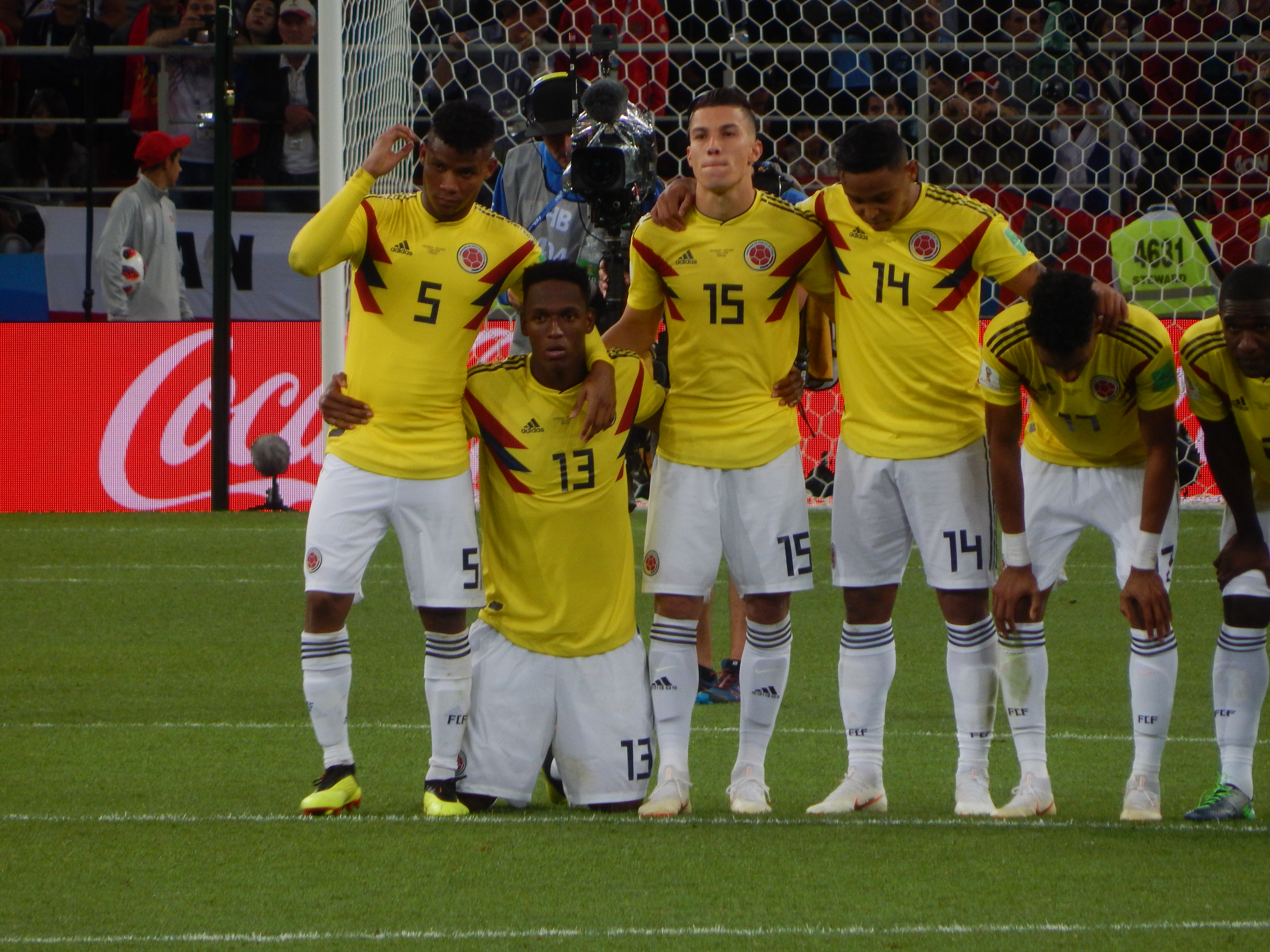
Mina (de joelhos) com seus companheiros na disputa por pênaltis

Após não jogar a primeira partida, Yerry Mina estreou na Copa do Mundo de 2018 na segunda rodada da fase de grupos. Lá, enfrentou a Polônia e abriu o placar com um gol de cabeça após assistência de James Rodríguez. Após vencerem esse jogo por 2–1, a primeira vitória deles no torneio, Mina voltou a marcar de cabeça já na partida sequente. Contra Senegal, foi do zagueiro o tento solitário que garantiu os colombianos nas oitavas de final.
Contra a Inglaterra, os sul-americanos tiveram um jogo difícil. O centroavante Harry Kane abriu o placar no começo do segundo tempo e o time britânico ia se classificando até os acréscimos, quando Mina cabeceou para o fundo das redes de Jordan Pickford, levando o jogo para a prorrogação. O empate persistiu, mas os ingleses eliminaram a Seleção de Yerry nos pênaltis.
Assim, entrou para a história das Copas do Mundo por ter sido o primeiro zagueiro, desde 1966, a marcar três gols de cabeça numa mesma edição do torneio. Além disso, foi o segundo jogador colombiano a marcar em três partidas consecutivas e o não-europeu com mais gols na edição. Ao fim do torneio, Mina foi considerado um dos 11 melhores, estando no Time Ideal da Copa do Mundo. Sua seleção foi feita com base em dados estatísticos.

### Copa América 2019
Mina esteve novamente em campo em uma competição oficial na Copa América de 2019. Lá, fez três jogos e foi novamente eliminado nos pênaltis, dessa vez para o Chile. O zagueiro chegou a acertar uma cobrança, mas William Tesillo desperdiçou seu chute e coube a Alexis Sánchez classificar os chilenos para a semifinal.

### Copa América 2021
Ao disputar a Copa América de 2021, Mina foi titular em todas as partidas e teve a oportunidade de disputar as penalidades em duas ocasiões. Nas quartas de final, acertou sua cobrança e viu o chute de Matías Viña parar em David Ospina, classificando a Colômbia naquele confronto contra o Uruguai. Na partida seguinte, porém, o zagueiro teve a mesma infelicidade de Viña quando Emiliano Martínez impediu a pelota de entrar no gol da Argentina. Ao final das cobranças, Lautaro Martínez eliminou os colombianos, fazendo-os disputarem o terceiro lugar novamente.
Na disputa de terceiro lugar, Mina não atuou os 90 minutos pela primeira vez. A Seleção Colombiana estava vencendo a partida quando, aos 55 minutos, o treinador Reinaldo Rueda optou por sacar o defensor de campo. Davinson Sánchez entrou em seu lugar, a Colômbia continuou com o placar positivo e superou o Peru por 3–2.

### Copa América de 2024
Mina passou a ter menos oportunidades após a não classificação da Colômbia para Copa do Mundo de 2022. A equipe passou por uma reformulação, mas o defensor continuou tendo espaço até a Copa América de 2024, ainda que não fosse mais titular. Ao longo da competição, entrou em campo duas vezes: na estreia com vitória por 2–1 sobre o Paraguai, no NRG Stadium, e no triunfo por 1–0 contra o Uruguai, pela semifinal.
Na decisão o zagueiro viu, do banco de reservas, a Argentina levantar o troféu tradicional após vencerem os colombianos por 1–0.

## Títulos
Santa Fe
- Campeonato Colombiano: 2014 (Finalización) e 2015
- Copa Sul-Americana: 2015

Palmeiras
- Campeonato Brasileiro: 2016

Barcelona
- La Liga: 2017–18
- Copa do Rei: 2017–18
- Supercopa da Catalunha: 2018[42]

### Prêmios individuais
- Melhor zagueiro do Campeonato Colombiano: 2015
- Seleção do Campeonato Colombiano: 2015
- Melhor jogador jovem da Copa Sul-Americana: 2015
- Seleção da Copa Sul-Americana: 2015
- Prêmio Craque do Brasileirão de melhor zagueiro: 2016
- Seleção do Campeonato Brasileiro: 2016
- Troféu Mesa Redonda de melhor primeiro zagueiro do Campeonato Brasileiro: 2016
- Melhor zagueiro central das Américas pelo jornal El País: 2016
- Equipe Ideal das Américas: 2016
- Seleção do Campeonato Paulista: 2017
- Time Ideal da Copa do Mundo: 2018